# جوليا ماير
جوليا ماير (بالإيطالية: Julia Mayr)‏ مواليد 12 أغسطس 1991 في إيطاليا، هي لاعبة كرة مضرب إيطالية وهي الأخت الصغرى للاعبة كرة المضرب إيفلين ماير بدأت مسيرتها كمحترفة سنة 2008 تلعب باليد اليمنى. أعلى تصنيف لها في الفردي كان 215. أعلى تصنيف لها في الزوجي كان 225.

## روابط خارجية
- جوليا ماير على موقع رابطة محترفات التنس (الإنجليزية)
- جوليا ماير على موقع الاتحاد الدولي لكرة المضرب (الإنجليزية)